# Église Saint-André de Château-Ville-Vieille
Pour les articles homonymes, voir Église Saint-André.
L'église Saint-André est une église située à Château-Ville-Vieille dans les Hautes-Alpes, en France.
Elle est inscrite au titre des monuments historiques depuis 1948.